# Jaci Bezerra
Jaci Bezerra, cujo nome completo é José Jaci de Lima Bezerra (Murici, 19 de agosto de 1942 - Recife, 10 de dezembro de 2020) foi um poeta, escritor e sociólogo radicado na cidade do Recife.

## Biografia
Filho de João Bezerra de Araújo e de Celestina Alves de Lima, destacou-se como um dos poetas da denominada Geração 65. 
Surgiu, como poeta, pela primeira vez em 1966, ainda com vinte e um anos, tendo sonetos publicados em jornais assim como elogios que anteviam o futuro do jovem escritor.
O respeitável crítico literário, Wilson Martins, que, segundo Affonso Romano de Sant'Anna, é "o maior crítico e o mais completo historiador da literatura brasileira no século XX", elogiou a obra de Jaci em sua coluna Vozes da Poesia, no Jornal do Brasil. Martins afirmou que Jaci Bezerra "é uma voz nova, no sentido forte da palavra, não apenas por ser jovem, mas também, e acima de tudo, por trazer um timbre e um tom que só pertencem aos grandes poetas".
Coordenou a editora Edições Pirata, e obteve reconhecimento de jornalistas como Mário Pontes, que no Jornal do Brasil publicou uma reportagem intitulada "Um fenômeno chamado Pirata" e identificou Jaci como "criador e diretor da Pirata". A evolução dos trabalhos de Jaci à frente das Edições Pirata foi elogiada em reportagem do Jornal do Brasil pela exposição, no Rio de Janeiro, de 65 títulos lançados em apenas um ano. 
O renomado escritor e cronista Rubem Braga, em sua coluna do Jornal do Commercio, homenageou Jaci com a publicação de uma poesia deste, "Durmo na tua pele de camurça", extraído de sua obra Livro das Incandescências, publicado pelas Edições Pirata.
Também o jornalista e escritor Joel Silveira, publicou em sua coluna versos de Jaci e fez elogios ao poeta: "Um só deslumbramento está este último livro de Jaci Bezerra, o grande poeta pernambucano".
Algumas obras publicadas: Corpo Lunar Antologia Poética, Ferreira - Descobrindo o Paraíso, Cadernos de Poesia, Livro dos Repentes, Álbum do Recife, Os Pastos da Minha Lembrança, Romances, Lavradouro, A Onda Construída, dentre outras.

## Falecimento
O poeta Jaci Bezerra faleceu em 10 de dezembro de 2020, depois de uma parada cardiorrespiratória e de alguns anos convivendo com uma doença degenerativa. 